# Macapillo
Macapillo är en ort i Argentina.   Den ligger i provinsen Salta, i den norra delen av landet, 1 200 km nordväst om huvudstaden Buenos Aires. Macapillo ligger 336 meter över havet och antalet invånare är 155.
Terrängen runt Macapillo är mycket platt. Runt Macapillo är det mycket glesbefolkat, med 2 invånare per kvadratkilometer.. Närmaste större samhälle är El Quebrachal, 10,5 km nordväst om Macapillo.
I omgivningarna runt Macapillo växer i huvudsak lövfällande lövskog.